# Starplex
Starplex (titlul original: Starplex) este un roman științifico-fantastic scris de scriitorul canadian Robert J. Sawyer și publicat în 1996.

## Remarci introductive
- Titlul romanului face referire la seria Star Trek: ca paronimul său, nava Starplex este însărcinată să exploreze zone necunoscute din Calea Lactee și să încerce să descopere alte specii inteligente. Cele două specii inteligente citate în roman se aseamănă, de altfel, respectiv, fiind vorba de trăsăturile lor de personalitate, cu Klingonii (Waldahuds) și cu Vulcanienii (Ebis).
- Romanul este în concordanță cu alte lucrări ale autorului, cum ar fi Rollback, Calculul lui Dumnezeu sau Un proces pentru stele. Autorul își povestește viziunea pe care a avut-o despre o întâlnire cu extratereștri și implicațiile generate de această întâlnire. Astfel, în roman, intriga constă în întâlnirea cu o entitate extraterestră superioară care le dă oamenilor informații esențiale asupra unor chestiuni precum sunt: câte specii extraterestre trăiesc în Galaxia Noastră? ce este materia neagră? ce este viața și de unde provine? cum s-au format galaxiile ? Universul este în expansiune infinită? Universul are un sfârșit? ...

## Locurile acțiunii romanului

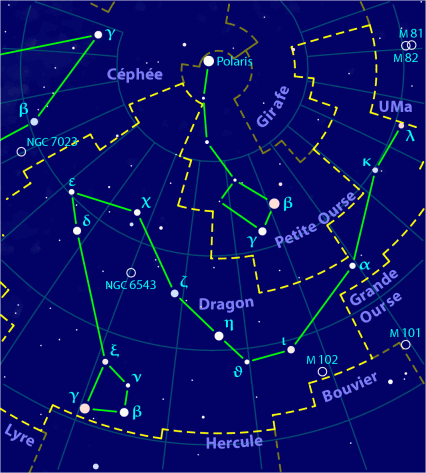
Harta constelației Dragonul

- Acțiunea se desfășoară în întregime în spațiu, niciodată pe Terra. Se desfășoară explicit în proximitatea stelelor Alpha Draconis, Beta Draconis, Delta Draconis, Epsilon Draconis, Zeta Draconis și Eta Draconis.
- Se poate observa o problemă în redactarea romanului, pentru alegerea locurilor acțiunii: cititorul poate să se gândească la faptul că aceste stele, care poartă nume înrudite, ar fi apropiate unele de altele; în realitate Alpha Draconis este la distanța de 300 de ani-lumină de Soare, Beta Draconis este la distanța de 400 de ani-lumină de Soare, iar Eta Draconis este la 88 de ani-lumină. Aceste stele sunt, prin urmare, foarte departe unele de altele.
- În Rollback (din 2007), se face mențiunea stelei Sigma Draconis, situată la 18,8 ani-lumină de Terra în constelația Dragonul. Această stea nu este menționată în prezentul roman.